# Helmut Heiss
Helmut Heiss (* 17. Juli 1963 in Innsbruck) ist ein österreichischer Rechtswissenschaftler.

## Leben
Er schloss sein Studium 1985 an der Rechtswissenschaftlichen Fakultät der Universität Innsbruck ab und wurde dort im Jahr 1987 zum Dr. iur. promoviert. 1989/90 studierte er an der University of Chicago und erwarb den Grad eines Master of Laws. Nach der Habilitation 1997 für österreichisches, europäisches und internationales Privatrecht sowie Privatrechtsvergleichung wurde er in Innsbruck zum außerordentlichen Universitätsprofessor ernannt. 1999 übernahm er den Lehrstuhl für Bürgerliches Recht, Rechtsvergleichung und Rechtsharmonisierung im Ostseeraum (Gerd-Bucerius-Stiftungslehrstuhl) an der Universität Greifswald. 2004 folgte er einem Ruf auf den Lehrstuhl für Bürgerliches Recht, Privatversicherungsrecht, Europäisches und Internationales Privatrecht sowie Rechtsvergleichung an der Universität Mannheim. Seit 2007 ist er Ordinarius für Privatrecht (mit Schwerpunkt Obligationenrecht), Rechtsvergleichung und Internationales Privatrecht an der Universität Zürich.
Seit 1983 ist er Mitglied der katholischen Studentenverbindung AV Austria Innsbruck.

## Schriften (Auswahl)
- Treu und Glauben im Versicherungsvertragsrecht. Eine rechtsvergleichende Untersuchung deutscher und österreichischer höchstrichterlicher Judikatur. Wien 1989, ISBN 3-7015-4304-6.
- mit Bernhard Lorenz: Europäisches Versicherungsvermittlerrecht für Österreich. Wien 1996, ISBN 3-7046-0886-6.
- Formmängel und ihre Sanktionen. Eine privatrechtsvergleichende Untersuchung. Tübingen 1999, ISBN 3-16-147162-8.
- mit Tjard-Niklas Trümper: Transportversicherungsrecht. München 2009, ISBN 978-3-406-59727-5.